# Olympische Sommerspiele 1956/Teilnehmer (Portugal)
| Gelbes Symbol für Goldmedaillen mit stilisierten Olympischen Ringen | Graues Symbol für Silbermedaillen mit stilisierten Olympischen Ringen | Braundes Symbol für Bronzemedaillen mit stilisierten Olympischen Ringen |
| ------------------------------------------------------------------- | --------------------------------------------------------------------- | ----------------------------------------------------------------------- |
| —                                                                   | —                                                                     | —                                                                       |

Portugal nahm an den Olympischen Sommerspielen 1956 im australischen Melbourne mit einer Delegation von fünf Sportlern teil. Bei den Reiterspielen in Stockholm traten sieben  Portugiesen an.
Seit 1912 war es die neunte Teilnahme Portugals bei Olympischen Sommerspielen.

## Teilnehmer nach Sportarten

### Reiten
- Joaquim Silva
Vielseitigkeit, Einzel: 29. Platz
Vielseitigkeit, Mannschaft: DNF

- Fernando Cavaleiro
Vielseitigkeit, Einzel: 34. Platz
Vielseitigkeit, Mannschaft: DNF

- Álvaro Sabbol
Vielseitigkeit, Einzel: DNF
Vielseitigkeit, Mannschaft: DNF

- António de Almeida
Dressur, Einzel: 12. Platz

- Henrique Callado
Springreiten, Einzel: 7. Platz
Springreiten, Mannschaft: DNF

- Rodrigo da Silveira
Springreiten, Einzel: DNF
Springreiten, Mannschaft: DNF

- João Azevedo
Springreiten, Einzel: DNF
Springreiten, Mannschaft: DNF

### Segeln
- Duarte Manuel Bello
Star: 4. Platz

- José Silva
Star: 4. Platz

- Bernardo d’Almeida
Drachen: 13. Platz

- Carlos Lourenço
Drachen: 13. Platz

- Sérgio Marques
Drachen: 13. Platz